# Shirozua jonasi
Shirozua jonasi is een vlinder uit de familie van de Lycaenidae. De wetenschappelijke naam van de soort werd als Thecla jonasi in 1877 gepubliceerd door Janson.